# Copa Lipton
Die Copa Lipton war ein Fußballwettbewerb zwischen den Fußballnationalmannschaften von Argentinien und Uruguay. Die Trophäe wurde vom schottischen Teemagnaten Sir Thomas Johnstone Lipton unter der Bedingung gestiftet, dass die Spieler beider Mannschaften ausschließlich im jeweiligen Land gebürtig sein sollten. Der Wettbewerb wurde zwischen 1905 und 1992 insgesamt 29-mal ausgespielt, wobei pro Jahr jeweils nur eine Begegnung ohne Rückspiel immer im Wechsel in Argentinien und Uruguay ausgetragen wurde. Von 1905 bis 1917 und nochmals 1962 fanden die Begegnungen jeweils am 15. August statt. Wurde bis 1929 mit wenigen Ausnahmen regelmäßig jährlich gespielt, erfolgte die Austragung danach nur noch sporadisch. Im Falle eines Unentschiedens ging die Trophäe an das Auswärtsteam und dieses durfte dann das Datum und die Regeln für die nächste Austragung bestimmen. Da die letzte Austragung 1992 0:0 endete, blieb die Trophäe nach dem Reglement in der Obhut des argentinischen Fußballverbandes (AFA). Rekordsieger ist mit 17 Titeln Argentinien.
Eine weitere Trophäe, um die nach demselben Prinzip zwischen Argentinien und Uruguay gespielt wurde, war die Copa Newton. Um diese fanden zwischen 1906 und 1976 27 Spiele statt.
| Jahr | Ergebnis              |
| ---- | --------------------- |
| 1905 | ARG – URU 0:0 n. V. 1 |
| 1906 | URU – ARG 0:2 (0:1)   |
| 1907 | ARG – URU 2:1 (2:0)   |
| 1908 | URU – ARG 2:2 (1:1)   |
| 1909 | ARG – URU 2:1 (2:0)   |
| 1910 | URU – ARG 3:1 (1:0)   |
| 1911 | ARG – URU 0:2 (0:0)   |
| 1912 | URU – ARG 2:0 (1:0)   |
| 1913 | ARG – URU 4:0 (2:0)   |
| 1915 | ARG – URU 2:1 (0:1)   |
| 1916 | URU – ARG 1:2 (1:1)   |
| 1917 | ARG – URU 1:0 (1:0)   |
| 1918 | URU – ARG 1:1 (0:0)   |
| 1919 | ARG – URU 1:2 (0:2) 2 |
| 1922 | URU – ARG 1:0 (1:0)   |
| 1923 | ARG – URU 0:0         |
| 1924 | URU – ARG 2:0         |
| 1927 | ARG – URU 0:1 (0:0)   |
| 1928 | URU – ARG 2:2 (0:1)   |
| 1929 | ARG – URU 0:0         |
| 1937 | ARG – URU 5:1 (2:1)   |
| 1942 | URU – ARG 1:1         |
| 1945 | URU – ARG 2:2         |
| 1957 | ARG – URU 1:1         |
| 1962 | ARG – URU 3:1         |
| 1968 | ARG – URU 2:0         |
| 1973 | ARG – URU 1:1         |
| 1976 | ARG – URU 4:1         |
| 1992 | URU – ARG 0:0         |

| Rang | Land        | Titel |
| ---- | ----------- | ----- |
| 1    | Argentinien | 17    |
| 2    | Uruguay     | 12    |